# Контакт
Контакт (енгл. Contact) је научнофантастична филмска драма из 1997. године.

## Радња
Др Ели Аровеј (коју глуми Џоди Фостер) је научница која ради на СЕТИ програму у опсерваторији Аресибо у Порторикоу. Она и њене колеге прислушкују радио сигнале у нади да ће пронаћи сигнале које шаље ванземаљска интелигенција. Научник, саветник двојице председника, Дејвид Драмли, отказује њихову финансијску подршку. После осамнаест месеци, Ели добија финансирање од индустријалца Хајдна. Тим др Аровеј успева да детектује снажне сигнале, поновљене низове простих бројева, који долазе из сазвежђа Лира, тачније од звезде Вега.
Сигнали су дешифровани, прво као видео снимак Адолфа Хитлера који отвара Олимпијске игре у Берлину 1936. године. Др Еровеј и њен тим схватају да је то први телевизијски сигнал довољно јак да путује ван Земљине атмосфере, стигне у Вега, а затим се одатле врати, путујући пуних 26 светлосних година уназад. Накнадно декодирање сигнала открива податке, преко 60.000 „страница“ техничких цртежа. Након што владини стручњаци за декодирање нацрта не успеју да схвате шта је то, податке декодира Хајдн, који објашњава да подаци крију нацрт сложене машине која може да одведе једног човека у Вегу.
Цео свет се уједињује како би конструисао машину на Кејп Канавералу, док се бира кандидат који ће бити послат у машину (укључујући Аровеј и Драмли). У овој рунди, Еровеј је елиминисан, не успевајући да на задовољавајући начин одговори на питање панела: „Да ли верујете у Бога?“ Али Драмли умире, машина се поквари, а многи су повређени током тестирања услед самоубилачког напада верског фанатика.
Друга направљена машина, овог пута у Хокаидоу у Јапану, чува се у строгој тајности, а Аровеј је изабран да путује. Она почиње своје путовање, а мала камера је задужена да сними оно што види. И види ванземаљску планету, са високо развијеном цивилизацијом. Онда се изненада нађе на плажи, коју Аровеј препознаје као плажу из детињства - Пенсакола, Флорида. Ванземаљац са којим ступа у контакт узима обличје њеног покојног оца и, избегавајући да одговори на њена питања, каже да је то довољно за први корак човечанства. Затим, ванземаљци враћају Аровеј. Она се буди у капсули за лансирање и схвата да је на Земљи прошло само неколико секунди, док је она доживела 18 часова. Док комисија сматра да је експеримент био неуспешан, поготово што Еровеј нема доказ о његовом путовању (на камери је само „снег“, Еровеј се и даље држи своје изјаве: он има само своје искуство као доказ. Након што је утврђено да је камера снимила 18 часова „снега“, Аровеј је добио средства за наставак СЕТИ програма.
На крају филма, „ЗА КАРЛА“ се појављује на позадини звезданог неба у знак сећања на Карла Сагана, који је умро у децембру 1996. док је сниман филм.

## Улоге
| Глумац            | Улога                   |
| ----------------- | ----------------------- |
| Џоди Фостер       | Еленор Ен Аровеј/Еровеј |
| Џина Малон        | млада Ели               |
| Дејвид Морс       | Теодор Аровеј           |
| Џефри Блејк       | Фишер                   |
| Вилијам Фикнер    | Кент                    |
| Џон Херт          | С. Р. Хаден             |
| Сами Честер       | Вернон                  |
| Тимоти Макнил     | Давио                   |
| Лора Елена Сурило | жена у кантини          |
| Метју Маконахеј   | Палмер Џос              |
| Том Скерит        | Дејвид Драмлин          |
| Хенри Строжер     | Minister                |
| Мајкл Шејбан      | Hadden Suit             |
| Макс Мартини      | Вили                    |
| Лари Кинг         | он сам                  |
| Томас Гарнер      | Ијан Бродерик           |
| Анџела Басет      | Рејчел Константин       |
| Џејмс Вудс        | Мајкл Китс              |

## Зарада
Филм је у САД зарадио 100.920.329 $.
- Зарада у иностранству - 70.200.000 $
- Зарада у свету - 171.120.329 $